# Ksenia Volkova
Ksenia Volkova, née le 1er avril 1991, est une rameuse russe.

## Palmarès

### Championnats d'Europe
- 2015 à Poznań, (Pologne)
  -  Médaille d'or en Huit